# アベイバラ圏
アベイバラ圏（アベイバラけん、フランス語：Cercle d'Abeïbara）は、マリ共和国の地方行政区画でキダル州を構成する圏のひとつ。行政の中心地はアベイバラにおかれる。下級単位のコミューンは3つあり、2009年の統計で人口は10,286人を数える。

## コミューン
アベイバラ圏には以下の農村コミューンがある。
- アベイバラ（fr:Abeïbara）
- ボゲッサ（fr:Boghassa）
- ティンザワテン（fr:Tinzawatène）